# Campylanthus ramosissimus
Campylanthus ramosissimus är en grobladsväxtart som beskrevs av Robert Wight. Campylanthus ramosissimus ingår i släktet Campylanthus och familjen grobladsväxter. Inga underarter finns listade i Catalogue of Life.